# Uccelli fossili

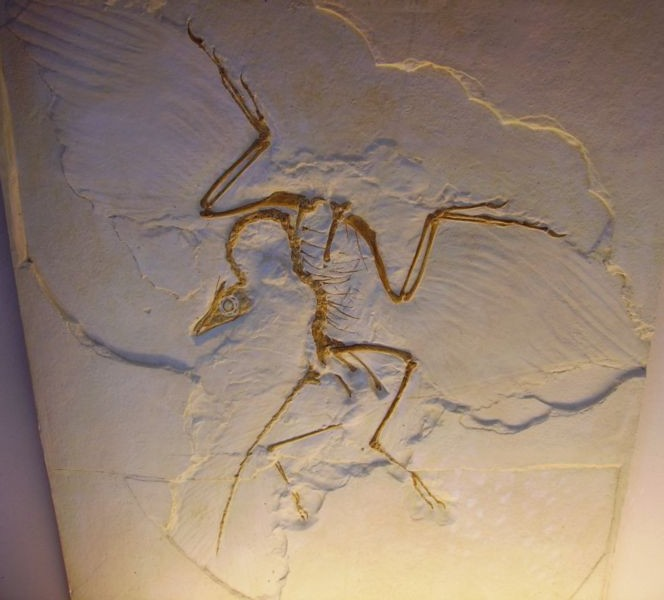
Una replica del fossile dell’Archaeopteryx.

Di seguito è riportata una lista di uccelli estintisi fra il Cretaceo e l'Olocene (alla fine del Terziario): per gli uccelli estintisi nell'era successiva, vedere Uccelli estinti del tardo Quaternario, mentre per vedere gli uccelli estintisi nellera moderna, consultare la voce Uccelli estinti.
Si tratta di specie in cui l'interferenza umana ha avuto un peso insignificante nell'ambito dell'estinzione: piuttosto gli uccelli elencati in seguito si estinsero a causa della competizione con altre specie di più recente evoluzione o dei cambiamenti climatici ai quali non riuscirono a far fronte con rapidità sufficiente.
Le voci della lista vengono elencate in ordine decrescente d'importanza ed in base alle relazioni fra i vari ‘'taxa'’: vengono riportati anche antichi uccelli tradizionalmente associati ai dinosauri, e a questo proposito si ricorda che in base alle recenti analisi del DNA e con l'introduzione della cladistica nella tassonomia, gli uccelli sarebbero teoricamente un clade dei dinosauri.

## Dinosauri-uccello

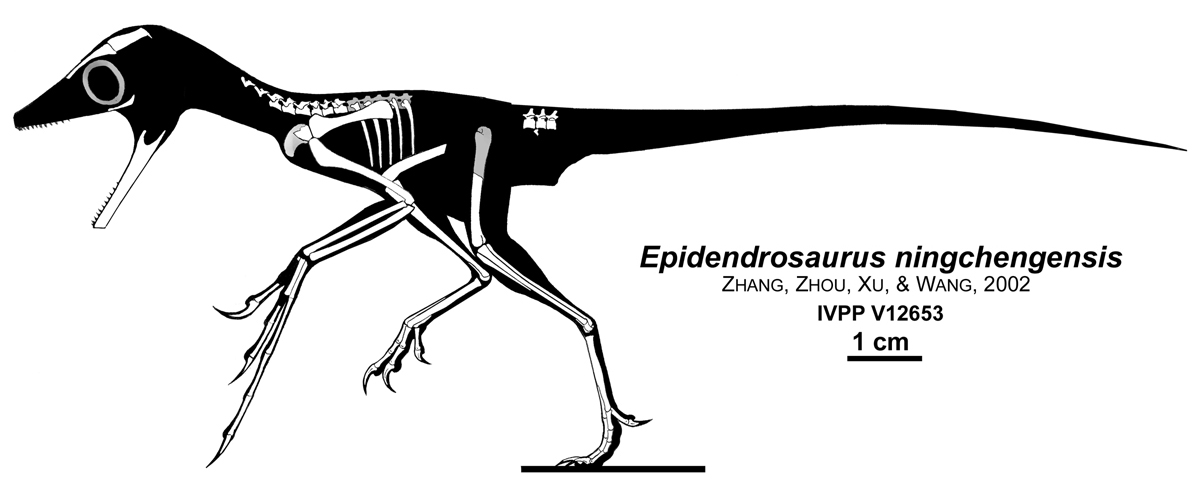
Gli Scansoriopterygidae erano dinosauri strettamente imparentati con l’Archaeopteryx.

A questa categoria informale vengono ascritti molti animali considerati a metà strada fra gli uccelli moderni ed i teropodi meno avanzati.
- Protoavis (Triassico) - nomen dubium
- Palaeopteryx (Giurassico) - nomen dubium
- Oviraptorosauria
  - Caudipteryx (Cretaceo)
- Scansoriopterygidae
  - Epidendrosaurus (Cretaceo)
  - Epidexipteryx (Giurassico)
- Troodontidae
  - Mei long (Cretaceo)
- Therizinosauria
  - Beipiaosaurus (Cretaceo)
- Alvarezsauridae
  - Shuvuuia (Cretaceo)
- Dromaeosauridae
  - Rahonavis (Cretaceo)
  - Microraptor (Giurassico)
  - Sinornithosaurus (Giurassico)

## Uccelli primitivi
Simili ai moderni uccelli, ma con le vertebre caudali ben distinte fra loro.
- Status incerto
  - Dalianraptor (Cretaceo)
  - Jixiangornis (Cretaceo)
  - Shenzhouraptor o Jeholornis (Cretaceo)
- Archaeopterygidae
  - Archaeopteryx (Giurassico)
  - Wellnhoferia (Giurassico)

### Omnivoropterygiformes
- Omnivoropterygidae
  - Omnivoropteryx (Cretaceo)
  - Sapeornis (Cretaceo)

## Pygostylia
Uccelli che presentano un pigostilo, con la riduzione e fusione delle vertebre caudali in favore della formazione di questo (posteriormente) e del sinsacro (anteriormente). 
- Status incerto
  - Longipteryx (Cretaceo)
  - Abavornis (Cretaceo)
  - Catenoleimus (Cretaceo)
  - Explorornis (Cretaceo)
  - Incolornis (Cretaceo)
- Confuciusornithidae
  - Changchengornis (Cretaceo)
  - Confuciusornis (Cretaceo)
  - Eoconfuciusornis (Cretaceo)
  - Jinzhouornis (Cretaceo)
  - Proornis (Cretaceo) - nomen nudum

## Enantiornithes
Una sottoclasse estinta vissuta nel Mesozoico: assieme agli Ornithuromorpha (nei quali sono inclusi i moderni uccelli) formano gli Ornithothoraces, ossia gli uccelli dal cinto pettorale modificato sia nella forma che nella posizione per permettere un efficiente volo battuto.
- Status incerto
  - Boluochia (Cretaceo)
  - Concornis (Cretaceo)
  - Cuspirostrisornis (Cretaceo)
  - Dapingfangornis (Cretaceo)
  - Eoalulavis (Cretaceo)
  - Eoenantiornis (Cretaceo)
  - Hebeiornis (Cretaceo) - nomen nudum, se valido include Vescornis
  - Largirostrornis (Cretaceo)
  - Liaoxiornis (Cretaceo) - nomen dubium
  - Longchengornis (Cretaceo)
  - Longirostravis (Cretaceo)
  - Pengornis (Cretaceo)
- Enantiornithes di piazzamento incerto
  - Elsornis (Cretaceo)
  - Halimornis (Cretaceo)
  - Kuszholia (Cretaceo)
  - Lectavis (Cretaceo)
  - Lenesornis (Cretaceo)
  - Gobipteryx (Cretaceo)
  - Gurilynia (Cretaceo)
  - Neuquenornis (Cretaceo)
  - Yungavolucris (Cretaceo)
- Cathayornithidae
  - Sinornis/Cathayornis (Cretaceo)
  - Eocathayornis (Cretaceo)
- Iberomesornithidae
  - Iberomesornis (Cretaceo)
  - Noguerornis (Cretaceo)
- Alexornithidae
  - Alexornis (Cretaceo)
  - Kizylkumavis (Cretaceo)
  - Sazavis (Cretaceo)

### Enantiornithiformes
- Enantiornithidae
  - Enantiornis (Cretaceo)
- Avisauridae
  - Avisaurus (Cretaceo)
  - Soroavisaurus (Cretaceo)

## Euornithes od Ornithuromorpha (inclusi gli Ornithurae)
Praticamente uccelli moderni, fatta eccezione per la presenza di caratteristiche primitive come artigli alari e denti.
- Specie incertae sedis 
  - Gansus (Cretaceo)
  - Archaeorhynchus (Cretaceo)
  - Apsaravis (Cretaceo)
  - Limenavis (Cretaceo)
  - Parahesperornis’' (Cretaceo)
- Ambiortidae
  - Ambiortus (Cretaceo)

### Yanornithiformes
- Songlingornithidae
  - Songlingornis (Cretaceo)
  - Yanornis (Cretaceo)
  - Yixianornis (Cretaceo)

## Hesperornithes

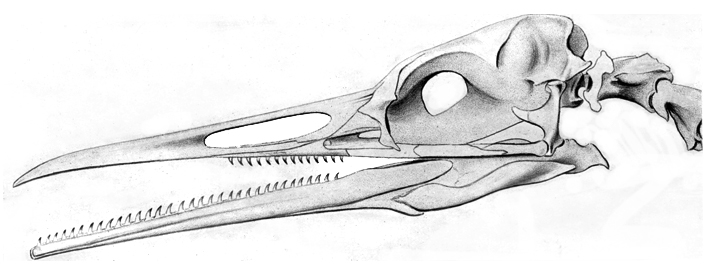
Vista del cranio di un Hesperornis: notare i denti.

Uccelli dentati di abitudini acquatiche.
- Specie di piazzamento incerto
  - Asiahesperornis (Cretaceo)
  - Judinornis (Cretaceo)
  - Pasquiaornis (Cretaceo)
- Enaliornithidae
  - Enaliornis (Cretaceo)
- Baptornithidae
  - Baptornis (Cretaceo) – include Parascaniornis
- Hesperornithidae
  - Hesperornis (Cretaceo)
  - Parahesperornis (Cretaceo)
  - Canadaga (Cretaceo)
  - Coniornis (Cretaceo)

## Ichthyornithes
Uccelli dentati simili agli attuali gabbiani.
- Ichthyornidae
  - Ichthyornis (Cretaceo)

## Neornithes
Gli attuali uccelli.
Specie dallo status incerto: non imparentati con nessun gruppo di uccelli moderno, non possiedono tuttavia le caratteristiche necessarie per poter essere ascritti a un ordine proprio neocostituito.
- Agnopterus (Oligocene) – include Cygnopterus lambrechti
- Aminornis (Oligocene)
- Anas creccoides (Oligocene)
- Anas risgoviensis (Miocene)
- Anas skalicensis (Miocene)
- Anisolornis (Miocene)
- Archaeotrogonidae
  - Archaeotrogon (Oligocene)
- Ardea aureliensis (Miocene)
- Ardea lignitum (Pliocene)
- Ardea perplexa (Miocene)
- Ardea sellardsi – nomen nudum
- Argilliornis (Eocene)
- Argillipes (Eocene)
- Bartramia umatilla (Pliocene)
- Bathoceleus (Pliocene)
- Botauroides  (Eocene)
- Buteo arvernensis – nomen nudum = Bubo arvernensis?
- Catarractes antiquus
- Cathartidarum
- Ceramornis (Cretaceo)
- Charadrius sheppardianus (Oligocene)
  - Chendytes milleri (Pleistocene)
- Chenornis (Miocene)
- Ciconiopsis (Oligocene)
- Cimolopteryx (Cretaceo)
- Cladornithidae
  - Cladornis (Oligocene)
- Climacarthrus (Oligocene) - nomen dubium
- Colymboides anglicus (Oligocene)
- Colymbus oligocaenus (Oligocene)
- Coturnipes (Eocene)
- Cruschedula (Oligocene) - nomen dubium
- Cyanoliseus ensenadensis
- Cygnus herrenthalsi (Miocene)
- Dendragapus nanus
- Dolicopterus (Oligocene)
- Elaphrocnemus (Oligocene)
- Eleutherornithidae
  - Eleutherornis
  - Proceriavis
- Eobalearica (Eocene)
- Eocathartes (Eocene)
- Eoceornis (Eocene)
- Eocypselidae
  - Eocypselus (Eocene)
- Eoneornis (Miocene) - nomen dubium
- Eopteryx mississippiensis (Eocene)
- Eremopezidae
  - Eremopezus (Eocene) - include Stromeria
- Eupterornis (Paleocene)
- Eutelornis (Miocene)
- Falco falconellus (Eocene)
- Filholornis (Oligocene)
- Fluviatitavis (Eocene)
- Fluvioviridavidae
  - Eurofluvioviridavis (Eocene)
  - Fluvioviridavis (Eocene)
  - Fontinalis pristina
- Foratidae
  - Foro (Eocene)
- Gallornis (Cretaceo)
- Gavia portisi (Pliocene) - nomen dubium
- Gaviella (Oligocene)
- Geiseloceros (Eocene)
- Gnotornis (Oligocene)
- Gracilitarsidae
  - Eutreptodactylus (Paleocene) - nomen dubium
  - Gracilitarsus (Eocene)
- Graculavidae
  - Dakotornis (Paleocene)
  - Graculavus (Paleocene)
  - Palaeotringa (Paleocene)
  - Telmatornis (Cretaceo)
  - Zhylgaia (Paleocene)
  - Scaniornis (Paleocene)
- Halcyornithidae
  - Halcyornis
- Hassiavis (Eocene)
- Headonornis
- Homalopus
- Juncitarsus
- Kashinia
- Laornithidae
  - Laornis (Cretaceous)
- Limicorallus (Oligocene)
- Limnatornis paludicola (Miocene)
- Liptornis - nomen dubium
- Loncornis (Oligocene)
- Lonchodytes (Paleocene)
- Lophiornis (Miocene)
- Loxornis - anatid? (Oligocene)
- Ludiortyx (Eocene) - include Tringa hoffmanni, Palaeortyx blanchardi, Palaeortyx hoffmanni
- Manu (Oligocene)
- Megagallinula (Oligocene)
- Messelasturidae
  - Messelastur (Eocene)
  - Tynskya (Eocene)
- Milnea (Miocene)
- Minggangia (Eocene)
- Miohierax
- Miopica
- Morphnus woodwardi
- Neanis (Eocene)
- Neptuniavis (Eocene)
- Novacaesareala (Paleocene)
- Nuntius (Pleistocene)
- Onychopteryx (Eocene) - nomen dubium
- Palaeocrex (Oligocene)
- Palaeopapia (Oligocene)
- Palaeopsittacus (Eocene)
- Palaeorallus alienus (Oligocene)
- Palaeospizidae
  - Palaeospiza (Eocene)
- Palaeotringa vetus (Paleocene)
- Palintropus (Cretaceo)
- Paracathartes (Eocene)
- Paracygnopterus (Oligocene)
- Pararallus hassenkampi (Oligocene)
- Parvicuculidae
  - Parvicuculus (Eocene)
- Petropluvialis (Eocene)
- Percolinus (Eocene)
- Precursor (Eocene)
- Phasianus alfhildae (Eocene)
- Philomachus binagadensis (Pleistocene)
- Pyelorhamphus
- Picus gaudryi (Miocene)
- Piscator tenuirostris (Eocene)
- Plesiocathartes (Miocene)
- Primoscens
- Primozygodactylus
- Procuculus (Eocene)
- Propelargus olseni (Miocene)
- Protibis (Miocene)
- Protocypselomorphus (Eocene)
- Pseudocrypturus
- Pseudolarus (Miocene)
- Pulchrapollia (Eocene) - include Primobucco olsoni
- Pumiliornis (Eocene)
- Qinornis (Paleocene)
- Remiornithidae
  - Remiornis
- Riacama (Oligocene)
- Smiliornis (Oligocene)
- Sylphornithidae
  - Sylphornis (Eocene)
  - Oligosylphe (Oligocene)
- Talantatos (Eocene) - include Elaphrocnemus e Filholornis
- Telecrex (Eocene)
- Teleornis (Oligocene)
- Telmatornithidae
- Teracus (Oligocene)
- Teviornis (Cretaceo)
- Tiliornis (Oligocene) - nomen dubium
- Torotix (Cretaceo)
- Tytthostonygidae
  - Tytthostonyx (Paleocene)
- Vanellus selysii (Oligocene)
- Vastanavis (Eocene)
- Vesornis
- Volgavis (Paleocene)
- Zonotrichia robusta (Pleistocene)
- Zygodactylidae
  - Zygodactylus (Miocene)

### Struthioniformes
- incertae sedis
  - Diogenornis (Paleocene)
  - Opisthodactylus (Miocene)
  - Primodroma bournei (Eocene)
- Casuariidae
  - Emuarius (Miocene)
- Rheidae
  - Heterorhea (Pliocene)
  - Hinasuri
- Aepyornithidae
  - Mullerornis
- Struthionidae
  - Palaeotis (Eocene) – include Palaeogrus geiseltalensis
  - Struthio indicus
  - Struthio karatheodoris (Pliocene)
  - Struthio mongolicus
  - Struthio novorossicus (Pliocene)
  - Struthio pannonicus

### Lithornithiformes
- Lithornithidae
  - Promusophaga (Eocene)
  - Lithornis (Eocene)

### Tinamiformes
- Tinamidae
  - Querandiornis (Pleistocene)
  - Eudromia intermedia (Pliocene)
  - Eudromia olsoni (Pliocene)
  - Nothura paludosa (Pleistocene)
  - Nothura parvula (Pliocene)

### Anseriformes
- incertae sedis
  - Anatalavis (Eocene) - include Telmatornis rex.
  - Paranyroca (Miocene)
  - Proherodius (Eocene)
  - Romainvillia (Oligocene)
  - Vegavis (Cretaceo)
- Anhimidae
  - Chaunoides
- Dromornithidae
  - Barawertornis (Miocene)
  - Bullockornis (Miocene)
  - Dromornis (Pliocene)
  - Genyornis
  - Ilbandornis (Miocene)
- Presbyornithidae
  - Presbyornis (Oligocene)
  - Headonornis
  - Telmabates
- Anatidae
  - Afrocygnus (Pliocene)
  - Aldabranas (Pleistocene)
  - Anabernicula (Pleistocene)
  - Anserobranta (Miocene) – include Anas robusta
  - Archaeocygnus (Pleistocene)
  - Balcanas (Pliocene)
  - Brantadorna (Pleistocene)
  - Dendrochen (Miocene) - include Anas integra
  - Dunstanetta (Miocene)
  - Chendytes (Olocene)
  - Cygnavus (Miocene)
  - Cygnanser
  - Cygnopterus (Miocene)
  - Cygnus americanus
  - Eonessa (Eocene)
  - Eremochen (Pliocene)
  - Guguschia (Oligocene)
  - Manuherikia (Miocene)
  - Matanas (Miocene)
  - Megalodytes (Miocene)
  - Mionetta (Miocene) - include Anas blanchardi, A. consobrina, A. natator
  - Miotadorna (Miocene)
  - Nannonetta (Pleistocene)
  - Paracygnus (Pliocene)
  - Presbychen (Miocene)
  - Querquedula floridana – nomen nudum
  - Sinanas (Miocene)
  - Somateria gravipes
  - Wasonaka (Pliocene)
  - incertae sedis
    - Anser brumali (Miocene)
    - Anas elapsum (Pleistocene)
    - Anas eppelsheimensis (Pliocene)
    - Anas gracilipes (Pleistocene)
    - Anas isarensis (Miocene)
    - Anas itchtucknee (Pleistocene)
    - Anser kisatibiensis (Pliocene)
    - Anas lambrechti (Pleistocene)
    - Anas luederitzensis (Miocene)
    - Anas lignitifila (Pliocene)
    - Anas moldovica (Pliocene)
    - Anas meyerii (Miocene)
    - Anas sansaniensis (Miocene)
    - Anas strenuum (Pleistocene)
    - Anas velox (Miocene)
    - Archaeocygnus (Pleistocene)
    - Aythya chauvirae (Miocene)
    - Branta meniscula (Pliocene)
    - Chenopis nanus (Pleistocene)
    - Oxura doksana (Miocene)

### Galliformes
- incertae sedis
  - Austinornis (Cretaceo)
  - Archaealectrornis (Oligocene)
  - Archaeophasianus (Miocene)
  - Cyrtonyx tedfordi (Miocene)
  - Linquornis (Miocene)
  - Palaealectoris (Miocene)
  - Palaeonossax (Oligocene)
  - Palaeortyx (Miocene)
  - Paleophasianus
  - Procrax (Oligocene)
  - Shandongornis (Miocene)
  - Taoperdix (Oligocene)
- Gallinuloididae
  - Gallinuloides (Eocene)
  - Paraortygoides (Eocene)
- Paraortygidae
  - Paraortyx
  - Pirortyx
- Quercymegapodiidae
  - Ameripodius (Miocene)
  - Quercymegapodius (Oligocene)
  - Taubacrex (Miocene)
- Megapodidae
  - Ngawupodius
  - Leipoa gallinacea
- Cracidae
  - Boreortalis (Miocene)
  - Ortalis (Miocene)
- Phasianidae
  - Amitabha (Eocene)
  - Bonasa praebonasia
  - Chauvireria (Pliocene)
  - Lagopus atavus (Pliocene)
  - Lagopus balcanicus (Pliocene)
  - Miogallus
  - Miophasianus
  - Palaeobonasa
  - Palaeocryptonyx (Pliocene)
  - Palaeoperdix
  - Pliogallus
  - Plioperdix
  - Schaubortyx (Oligocene)
  - Tetrao conjugens
  - Tetrao macropus
  - Tetrao partium (Pleistocene)
  - Tetrao praeurogallus (Pleistocene)
  - Tetrao rhodopensis
  - Piazzamento incerto
    - Tympanuchus stirtoni (Miocene)
    - Tympanuchus lulli (Pleistocene)
- Odontophoridae
  - Callipepla shotwelli (Pliocene)
  - Colinus eatoni
  - Colinus hibbardi (Pliocene)
  - Colinus suilium (Pleistocene)
  - Cyrtonyx cooki (Miocene)
  - Miortyx (Miocene)
  - Nanortyx (Oligocene)
  - Neortyx (Pleistocene)
- Meleagrididae
  - Meleagris altus
  - Meleagris antiquus
  - Meleagris celer
  - Meleagris richmondi
  - Meleagris superbus
  - Meleagris tridens
  - Proagriocharis (Pliocene)
  - Rhegminornis (Miocene)

### Charadriiformes
- incertae sedis
  - Actitis balcanica (Pliocene)
  - Boutersemia (Oligocene)
  - Elorius (Miocene)
  - Jiliniornis (Eocene)
  - Larus desnoyersii (Miocene)
  - Larus pristinus (Miocene)
  - Larus vero – nomen nudum
  - Marinavis longirostris (Eocene)
  - Morsoravis (Eocene) - nomen nudum
  - Pseudosterna (Miocene)
  - Totanus teruelensis (Miocene)
  - Turnipax (Oligocene)
- Scolopacidae
  - Paractitis (Oligocene)
- Jacanidae
  - Jacana farrandi
  - Janipes
  - Nupharanassa (Oligocene)
- Laridae
  - Gaviota (Miocene)
  - Laricola (Miocene)
  - Sterna milnedwardsi (Pliocene)
- Alcidae
  - Alcodes (Miocene)
  - Australca
  - Hydrotherikornis (Eocene)
  - Mancalla (Pleistocene)
  - Miocepphus (Miocene)
  - Petralca (Oligocene)
  - Praemancalla (Pliocene)
- Stercorariidae
  - Stercorarius shufeldti (Pleistocene)
- Glareolidae
  - Glareola neogena
  - Mioglareola (Miocene)
  - Paractiornis (Miocene)
- Burhinidae
  - Burhinus lucorum (Miocene)
  - Burhinus aquilonaris
- Charadriidae
  - Belanopteryx
  - Limicolavis (Miocene)
  - Oreopholus orcesi
  - Viator (Pleistocene)
- Recurvirostridae
  - Recurvirostra sanctaeneboulae

### Gastornithiformes
- Gastornithidae
  - Gastornis (Eocene)

### Gruiformes
- incertae sedis
  - Aramornis (Miocene)
  - Badistornis (Oligocene)
  - Euryonotus (Pleistocene)
  - Occitaniavis - include Geranopsis elatus
  - Probalearica (Pliocene) - nomen dubium
  - Propelargus (Oligocene)
  - Rupelrallus (Oligocene)
- Parvigruidae
  - Parvigrus (Oligocene)
- Songziidae - nomen nudum
  - Songzia (Eocene) - nomen nudum
- Rallidae
  - Aletornis (Eocene) - include Protogrus
  - Belgirallus (Oligocene)
  - Coturnicops avita (Pliocene)
  - Creccoides (Pleistocene)
  - Eocrex (Eocene)
  - Fulica stekelesi (Pleistocene)
  - Fulicaletornis (Eocene)
  - Ibidopsis (Eocene)
  - Laterallus guti (Pleistocene)
  - Laterallus insignis (Pliocene)
  - Latipons (Eocene)
  - Miofulica (Miocene)
  - Miorallus (Miocene)
  - Palaeorallus (Eocene)
  - Palaeoaramides (Miocene)
  - Paraortygometra (Miocene)
  - Pararallus (Miocene)
  - Parvirallus (Eocene)
  - Porzana auffenbergi (Pleistocene)
  - Quercyrallus (Oligocene)
  - Rallicrex (Oligocene)
  - Youngornis (Miocene)
- Eogruidae
  - Eogrus (Pliocene)
  - Sonogrus (Oligocene)
- Ergilornithidae
  - Amphipelargus
  - Ergilornis (Oligocene)
  - Proergilornis (Oligocene)
  - Urmiornis
- Gruidae
  - Camusia (Miocene)
  - Geranopsis (Oligocene)
  - Grus marshi (Eocene)
  - Grus proavus (Pleistocene)
  - Palaeogrus (Miocene)
  - Pliogrus (Pliocene)
  - Piazzamento incerto
    - Grus conferta?
- Messelornithidae
  - Itardiornis
  - Messelornis
- Salmilidae
  - Salila
- Ameghinornithidae
  - Strigogyps - include Aenigmavis ed Ameghinornis
- Geranoididae
  - Eogeranoides (Eocene)
  - Geranodornis (Eocene)
  - Geranoides (Eocene)
  - Palaeophasianus (Eocene)
  - Paragrus (Eocene)
- Bathornithidae
  - Bathornis (Miocene)
  - Eutreptornis (Eocene)
  - Neocathartes (Eocene)
  - Palaeogyps (Oligocene)
  - Paracrax (Oligocene) - include Oligocorax/Phalacrocorax mediterraneus
- Idiornithidae
  - Gypsornis (Eocene)
  - Idiornis (Oligocene)
  - Oblitavis
- Phorusrhacidae
  - Andalgalornis (Pliocene)
  - Andrewsornis (Oligocene)
  - Brontornis (Miocene)
  - Devincenzia (Pliocene)
  - Mesembriornis (Pliocene)
  - Paleopsilopterus (Paleocene)
  - Paraphysornis (Miocene)
  - Patagornis (Miocene)
  - Phorusrhacos (Miocene)
  - Physornis (Oligocene)
  - Procariama (Pliocene)
  - Prophororhacus (Pliocene)
  - Psilopterus (Miocene)
  - Titanis (Pliocene)
- Cariamidae
  - Chunga incerta
- Otididae
  - Chlamydotis affinis
  - Gryzaja
  - Otis khosatzkii (Pliocene)

### Phoenicopteriformes
- incertae sedis
  - Phoeniconotius (Miocene)
  - Phoenicopterus/Phoeniconaias gracilis (Pleistocene)
  - Phoenicopterus novaehollandiae (Miocene)
- Palaelodidae
  - Adelalopus  (Oligocene)
  - Megapaloelodus (Pliocene)
  - Palaelodus (Pleistocene)
- Phoenicopteridae
  - Elornis (Oligocene) - include Actiornis

### Podicipediformes
- Podicipedidae
  - Miobaptus (Miocene)
  - Thiornis (Pliocene)
  - Pliolymbus (Pleistocene)

### Ciconiiformes
- incertae sedis
  - Teratornis olsoni
- Ardeidae
  - Ardeagradis
  - Calcardea
  - Proardea (Oligocene)
  - Proardeola
  - Xenerodiops (Oligocene)
  - Zeltornis (Miocene)
  - incertae sedis
    - Anas basaltica (Oligocene)
- Scopidae
  - Scopus xenopus
- Threskiornithidae
  - Eudocimus leiseyi
  - Eudocimus peruvianus
  - Plegadis gracilis (Pliocene)
  - Plegadis paganus (Miocene)
  - Plegadis pharangites (Pliocene)
  - Rhynchaeites
  - Theristicus wetmorei
- Teratornithidae
  - Argentavis (Miocene)
  - Aiolornis (Pleistocene)
  - Cathartornis
- Cathartidae
  - Aizenogyps (Pliocene)
  - Brasilogyps (Miocene)
  - Breagyps (Pleistocene)
  - Coragyps shastensis (Pleistocene)
  - Diatropornis (Oligocene)
  - Dryornis (Pliocene)
  - Geronogyps (Pleistocene)
  - Hadrogyps (Miocene)
  - Parasarcoramphus
  - Parvigyps (Eocene)
  - Perugyps (Pliocene)
  - Phasmagyps (Oligocene)
  - Pliogyps (Pliocene)
  - Wingegyps (Pleistocene)
- Balaenicipitidae
  - Goliathia (Oligocene)
  - Paludavis (Miocene)
- Ciconiidae
  - Grallavis (Miocene)
  - Palaeoephippiorhynchus (Oligocene)
  - Pelargosteon (Pleistocene)
  - Prociconia (Pleistocene)

### Pelecaniformes
- incertae sedis
  - Sula ronzoni (Oligocene)
- Prophaethontidae
  - Lithoptila (Paleocene)
  - Prophaethon (Eocene)
- Phaethontidae
  - Heliadornis
- Fregatidae
  - Limnofregata (Eocene)
- Sulidae
  - Eostega (Eocene)
  - Empheresula (Miocene)
  - Masillastega (Eocene)
  - Microsula (Miocene)
  - Miosula (Miocene)
  - Palaeosula (Pliocene)
  - Rhamphastosula (Pliocene)
  - Sarmatosula (Miocene)
- Phalacrocoracidae
  - Nectornis (Miocene) - include Oligocorax miocaenus
  - Valenticarbo (Pleistocene) - nomen dubium
  - incertae sedis
    - Oligocorax (Oligocene)
- Plotopteridae
  - Copepteryx
  - Phocavis
  - Plotopterum
  - Tonsala
- Protoplotidae
  - Protoplotus (Eocene)
- Anhingidae
  - Anhinga laticeps (Pleistocene)
  - Giganhinga (Pleistocene)
  - Macranhinga (Pliocene)
  - Meganhinga (Miocene)
- Pelagornithidae
  - Caspiodontornis
  - Cyphornis (Eocene)
  - Dasornis
  - Gigantornis (Eocene)
  - Odontopteryx
  - Osteodontornis (Pliocene)
  - Palaeochenoides
  - Pelagornis (Miocene)
  - Pseudodontornis
  - Tympanoneisiotes
- Pelecanidae
  - Protopelicanus
  - Miopelecanus

### Procellariiformes
- Diomedeoididae
  - Diomedeoides (Miocene) - include Frigidafons
  - Rupelornis (Oligocene)
- Diomedeidae
  - Murunkus (Eocene)
  - Oceanodroma hubbsi (Miocene)
  - Pelagodroma
  - Plotornis (Miocene) - include Puffinus arvernensis.
- Procellariidae
  - Argyrodyptes (Miocene)
  - Pterodromoides
  - Puffinus diatomicus (Miocene)
  - Puffinus inceptor (Miocene)
  - Puffinus mitchelli (Miocene)
  - Puffinus priscus (Miocene)

### Gaviiformes
- Gaviidae
  - Colymboides (Miocene) - include Hydrornis

### Sphenisciformes
- incertae sedis
  - Perudyptes (Eocene)
  - Waimanu (Paleocene)
- Spheniscidae
  - Anthropodyptes (Miocene)
  - Anthropornis (Oligocene)
  - Archaeospheniscus (Oligocene)
  - Arthrodytes (Miocene)
  - Crossvallia (Paleocene)
  - Dege
  - Delphinornis (Oligocene)
  - Duntroonornis (Oligocene)
  - Eretiscus (Miocene)
  - Icadyptes  (Eocene)
  - Insuza
  - Korora (Oligocene)
  - Madrynornis (Miocene)
  - Marambiornis (Oligocene)
  - Marplesornis (Pliocene)
  - Mesetaornis (Oligocene)
  - Nucleornis
  - Pachydyptes (Eocene)
  - Palaeeudyptes (Oligocene)
  - Palaeospheniscus (Pliocene)
  - Paraptenodytes (Pliocene)
  - Platydyptes (Oligocene)
  - Pseudaptenodytes (Pliocene)
  - Tonniornis (Oligocene)
  - Wimanornis (Oligocene)

### Pterocliformes
- Pteroclidae
  - Archaeoganga
  - Leptoganga
  - Pterocles sepultus

### Columbiformes
- Columbidae
  - Gerandia (Miocene)

### Psittaciformes
incertae sedis
- Psittacopes (Eocene)
- Serudaptus
- Pseudasturidae (= Halcyornithidae?) 
  - Pseudasturides
- Quercypsittidae
  - Quercypsitta (Eocene)
- Psittacidae
  - Archaeopsittacus (Miocene)
  - Bavaripsitta (Miocene)
  - Psittacus lartetianus
  - Xenopsitta (Miocene)

### Opisthocomiformes
- Opisthocomidae
  - Hoazinoides (Miocene)
  - Hoatzi

### Cuculiformes
- Musophagidae
  - Veflintornis (Miocene)
  - incertae sedis
    - Apopempsis africanus (Miocene)
- Cuculidae
  - Cursoricoccyx (Miocene)
  - Dynamopterus (Oligocene)
  - Eocuculus (Eocene)
  - Neococcyx (Oligocene)

### Falconiformes
- incertae sedis
  - Masillaraptor (Eocene)
  - Palaeoplancus – include Buteo sternbergi
- Horusornithidae
  - Horusornis (Eocene)
- Sagittariidae
  - Pelargopappus (Miocene)
- Accipitridae
  - Amplibuteo (Pleistocene)
  - Apatosagittarius (Miocene)
  - Aquilavus (Miocene)
  - Buteo hoffstetteri
  - Garganoaetus (Pliocene)
  - Milvoides (Eocene)
  - Miraquila (Pleistocene)
  - Neogyps
  - Neophrontops (Pleistocene)
  - Palaeastur (Miocene)
  - Palaeoborus (Miocene)
  - Palaeocircus (Oligocene)
  - Palaeohierax - include Aquila gervaisii
  - Pengana (Miocene)
  - Proictinia (Pliocene)
  - Promilio (Miocene)
  - Spizaetus grinnelli (Pleistocene)
  - Spizaetus pliogryps
  - Spizaetus willetti (Pleistocene)
  - Thegornis (Miocene)
  - Wetmoregyps
  - incertae sedis
    - Aquila danana (Pliocene)
- Falconidae
  - Badiostes (Miocene)
  - Falco swarthi (Pleistocene)
  - Parvulivenator (Eocene)
  - Pediohierax (Miocene)
  - Stintonornis (Eocene)
  - incertae sedis
    - Sushkinia pliocaena (Pliocene)

### Caprimulgiformes
- incertae sedis
  - Paraprefica (Eocene)
- Steatornithidae
  - Prefica
- Podargidae
  - Masillapodargus
  - Quercypodargus
- Nyctibiidae
  - Euronyctibius
- Caprimulgidae
  - Ventivorus

### Apodiformes
- incertae sedis
  - Argornis (Eocene)
  - Cypselavus (Oligocene)
  - Parargornis (Eocene)
  - Primapus (Eocene)
- Aegialornithidae
  - Aegialornis (Eocene)
- Jungornithidae
  - Jungornis (Oligocene)
  - Laputavis
  - Palescyvus
- Trochilidae
  - Eurotrochilus (Oligocene)
- Apodidae
  - Scaniacypselus (Eocene)
  - Procypseloides (Miocene)
- Aegothelidae
  - Quipollornis (Miocene)

### Coliiformes
- incertae sedis
  - Chascacocolius (Eocene)
  - Eobucco
  - Eocolius (Eocene)
  - Limnatornis (Miocene) - include Picus consobrinus
  - Necrornis (Miocene)
  - Picus archiaci (Miocene)
  - Selmes (Oligocene)
  - Uintornis
- Sandcoleidae
  - Anneavis
  - Eoglaucidium
  - Sandcoleus
- Coliidae
  - Primocolius (Oligocene)
  - Oligocolius (Oligocene)
  - Masillacolius (Eocene)

### Strigiformes
- incertae sedis
  - Berruornis (Paleocene)
  - Palaeobyas (Oligocene)
  - Palaeoglaux (Eocene)
  - Palaeotyto (Oligocene)
  - Paratyto (Miocene)
- Ogygoptyngidae
  - Ogygoptynx (Paleocene)
- Protostrigidae
  - Eostrix (Eocene)
  - Minerva (Eocene) - include Aquila ferox, Aquila lydekkeri, Bubo leptosteus
  - Oligostrix (Oligocene)
- Sophiornithidae
  - Sophiornis
- Strigidae
  - Mioglaux (Miocene) - include Bubo poirreiri
  - Intutula (Miocene) - include Strix/Ninox brevis
  - Alasio (Miocene) - include Strix collongensis
  - Piazzamento incerto
    - Asio pygmaeus (Pliocene)
    - Otus wintershofensis (Miocene)
    - Strix edwardsi (Miocene)
- Tytonidae
  - Necrobyas (Miocene)
  - Prosybris (Miocene)
  - Nocturnavis
  - Selenornis

### Coraciiformes
- incertae sedis
  - Quasisyndactylus (Eocene)
  - Cryptornis (Eocene)
- Geranopteridae
  - Geranopterus (Miocene) - include Nupharanassa bohemica
- Eocoraciidae
  - Eocoracias (Eocene)
- Primobucconidae
  - Primobucco (Eocene)
- Todidae
  - Palaeotodus
- Motmotidae
  - Protornis (Oligocene)
- Messelirrisoridae
  - Messelirrisor (Eocene)

### Trogoniformes
- Trogonidae
  - Septentrogon (Eocene)
  - Primotrogon (Oligocene)
  - Paratrogon (Miocene)
  - Trogon gallicus

### Piciformes
- incertae sedis
  - Rupelramphastoides (Oligocene)
  - Capitonides (Miocene)
- Miopiconidae
  - Miopico
- Picidae
  - Palaeonerpes (Pliocene)
  - Palaeopicus (Oligocene)
  - Pliopicus (Pliocene)

### Passeriformes
- incertae sedis
  - Palaeostruthus eurius (Pliocene)
  - Wieslochia (Oligocene)
- Palaeoscinidae
  - Paleoscinis (Miocene)
- Furnariidae
  - Cinclodes major (Pleistocene)
  - Pseudoseisura cursor (Pleistocene)
  - Pseudoseisuropsis (Pleistocene)
- Oriolidae
  - Longimornis (Miocene)
- Corvidae
  - Corvus annectens (Pleistocene)
  - Miocorvus (Miocene)
  - Miopica (Miocene)
  - Miocitta (Miocene)
  - Protocitta (Pleistocene)
  - Henocitta (Pleistocene)
- Fringillidae
  - Coccothraustes balcanicus
  - Coccothraustes simeonovi (Pliocene)
- Icteridae
  - Pandanaris (Pleistocene)
  - Pyelorhamphus (Pleistocene)
- Emberizidae
  - Pipilo angelensis (Pleistocene)

## Incertae sedis
- Aberratiodontus (Cretaceo)
- Apatornis (Cretaceo)
- Cathayornis aberransis
- Cathayornis caudatus
- Cerebavis (Cretaceo)
- Chaoyangidae
  - Chaoyangia (Cretaceo)
- Dalingheornis
- Elopteryx (Cretaceo) - nomen dubium
- Gargantuavis (Cretaceo)
- Gobipipus
- Guildavis (Cretaceo)
- Holbotia (Cretaceo)
- Hongshanornis (Cretaceo)
- Horezmavis (Cretaceo)
- Hulsanpes (Cretaceo)
- Iaceornis (Cretaceo)
- Ichthyornis maltshevskyi
- Ichthyornis minusculus (Cretaceo)
- Jibeinia (Cretaceo) - nomen dubium
- Nanantius (Cretaceo)
- Neogaeornis (Cretaceo)
- Otogornis (Cretaceo)
- Paraprotopteryx (Cretaceo)
- Patagopteryx (Cretaceo)
- Piksi (Cretaceo)
- Platanavis (Cretaceo)
- Polarornis (Eocene)
- Potamornis (Cretaceo)
- Protopteryx (Cretaceo)
- Vorona (Cretaceo)
- Wyleyia (Cretaceo)
- Yandangornis (Cretaceo)
- Zhyraornithidae
  - Zhyraornis (Cretaceo)

### Liaoningornithiformes
- Liaoningornithidae
  - Liaoningornis (Cretaceo)

### Palaeocursornithiformes
- Palaeocursornithidae
  - Palaeocursornis (Cretaceo)